# 大東市立歴史民俗資料館
大東市立歴史民俗博物館（だいとうしりつれきしみんぞくしりょうかん）は、大阪府大東市にある博物館。

## 概要
2012年（平成24年）4月1日に大東市立歴史とスポーツふれあいセンター内に開館。郷土の歴史、文化遺産等に対する市民の理解と認識を深め、もって学術及び文化の発展に資することを目的としている。

### 所在地
- 大阪府大東市野崎3-6-1

### 開館時間
- 10時00分～19時30分

### 休館日
- 第1・第3火曜日（※その日が休日のときは、その翌日）、12月29日から翌年1月3日までの日

### 観覧料
- 入館無料